# Teststrecke (Achterbahn)
Teststrecke ist die Bezeichnung einer transportablen Stahlachterbahn vom Modell Doppel-Looping des Herstellers Schwarzkopf GmbH. Die Bahn wurde 1979 in Zusammenarbeit mit Werner Stengel für den Schausteller Gottlieb Löffelhardt, einem der Gründer des Phantasialands, gebaut. Zunächst hatte sie nur einen Looping, der zweite wurde erst ein Jahr später nachgerüstet. Eröffnet wurde die 630 m lange, 28 m hohe und bis zu 80 km/h schnelle Achterbahn als Colossus im Playcenter São Paulo. Von 1986 bis 2008 fuhr sie im Dorney Park & Wildwater Kingdom (Allentown, Pennsylvania, USA) unter dem Namen Laser.

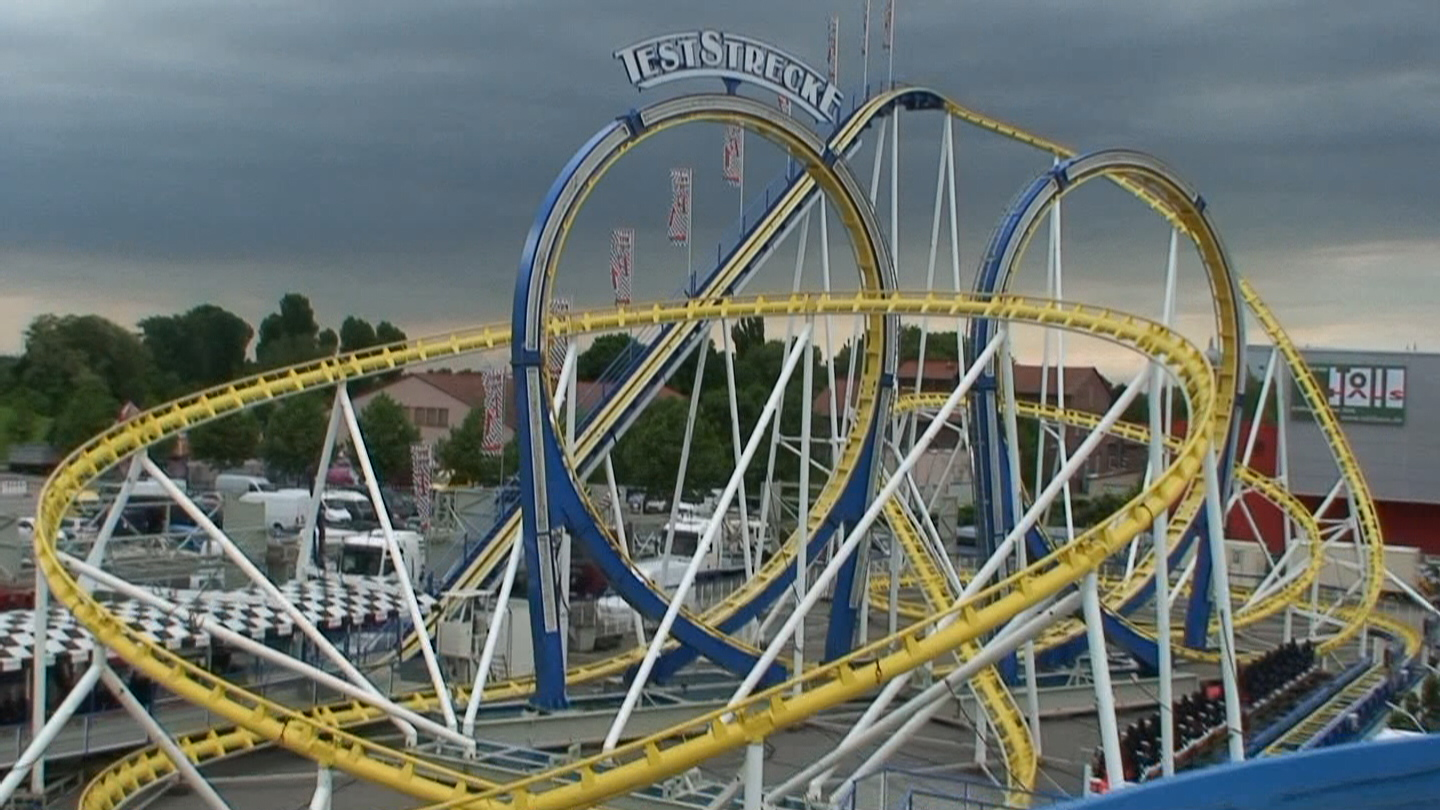
Teststrecke in Karlsruhe

Ende 2008 erwarben die deutschen Schausteller Meyer und Rosenzweig für etwa 1,3 Millionen Euro die Anlage, ließen sie komplett sanieren und für den schnellen Auf- und Abbau optimieren. Anstatt die beiden 7-gliedrigen Züge mit je 28 Sitzplätzen ebenfalls generalüberholen zu lassen, entschieden sie sich für den kompletten Neubau von drei 5-gliedrigen Zügen mit je 20 Sitzplätzen durch die Firma SAT rides, wodurch sich der für die Mindener Maimesse angekündigte Start verschob. Ihre Premiere feierte die nun „Teststrecke“ getaufte Bahn beim Hamburger Dom zwei Monate später. Die ehemals grün lackierten Stützen wurden nun weiß und blau, die vormals violette Schiene in gelb neu lackiert. Die Bahn inklusive Kassen- und Wohncontainer kann mit 29 Transporten umgesetzt werden.
Als transportable Achterbahn benötigt sie keine Fundamente, die Verankerung der Bahn erfolgt mit Wasserbehältern.
Die Bahn wurde im Dorney Park von den Besuchern gut angenommen. Die Beschleunigungskräfte in den beiden Loopings und der Helix sind, im Vergleich zu Achterbahnen moderner Bauweise, hoch, was eine Besonderheit der Loopingbahnen von Schwarzkopf ist.
Im Gegensatz zu den anderen großen Bahnen im Park gab es hier keine Abladestelle für Gepäck, das die Besucher mit sich führen. Somit mussten sie alles was sie mitbrachten auch mit auf die Fahrt nehmen. Ebenso konnten sich die Fahrgäste nicht selbst den Sitzplatz aussuchen.
Als Colossus und Laser besaß die Bahn zwei Züge mit jeweils sieben Wagen. In jedem Wagen konnten vier Personen (zwei Reihen à zwei Personen) Platz nehmen. Als Rückhaltesystem kamen einfache Schoßbügel zum Einsatz.
Teststrecke ist die erste von drei Anlagen des Modells Doppel Looping.
Anfang 2010 wurde die Achterbahn vom Freundeskreis Kirmes und Freizeitparks e. V. mit dem Neuheitenpreis für besondere Verdienste und Leistungen der Schausteller- und Freizeitparkbranche „FKF-Award 2009“ ausgezeichnet.